# ساوث كوفنتري (كونيتيكت)
ساوث كوفنتري (بالإنجليزية: South Coventry Historic District)‏ هي إحدى المناطق التاريخية في الولايات المتحدة، تقع في الولايات المتحدة في كونيتيكت.